# Hanabie.
Hanabie. (japanska: 花冷え。) är ett japanskt metalcore-band från Tokyo, bildat 2015. Bandet består av sångerskan Yukina, gitarristen/sångaren Matsuri, basisten Hettsu och trummisen Chika. De är kända för att kombinera högljudd och tung musik med kontrasterande Harajuku-estetik i en stil som de själva beskriver som "Harajuku-core". Deras låtar har inslag av metalcore, hardcorepunk och nu metal, blandat med hiphop och electronica.
Bandet bildades av fyra gymnasievänner med en gemensam beundran för Maximum the Hormone De blörjade som ett coverband men övergick snart till att skriva sin egen musik och producerade sin första singel år 2016. Efter en period som ett oberoende band, under vilken de släppte ett album och en EP, skrev de år 2023 kontrakt med Epic Records Japan, ett dotterbolag till Sony Music Japan Samma år släptes deras andra album, Reborn Superstar! som nådde plats 24 på Billboard Japans vecko-albumlistor. Albumets framgångar ledde till internationellt erkännande och framträdanden på olika musikfestivaler utanför Japan.
År 2024, blev Hanabie. det första japanska bandet sedan X Japan, samt det första helt kvinnliga japanska bandet, att uppträda på huvudscenen på Lollapalooza. Deras musik har medverkat i DMM:s TV- drama Kenshiro ni Yoroshiku och den japanska varietéserien Kannai Devil.